# L'Amour en l'an 2000
 (janvier 2025).
Pour plus de détails, voir Fiche technique et Distribution.
L'Amour en l'an 2000 (titre original : Just Imagine) est un film américain en noir et blanc réalisé par David Butler, sorti en 1930.

## Genre et contexte
Ce film est souvent catégorisé dans les œuvres de science-fiction, ce qui n'est que partiellement exact.
Il ne porte aucun message à caractère philosophique ou politique (contrairement aux films britanniques comme Things to Come -Les mondes futurs (d'après HG Wells) ou High treason-point ne tueras au contenu dystopique et pacifiste sortis la même année.
Il n'a aucune prétention à la vulgarisation scientifique ni caution d'un savant spécialisé dans les voyages spatiaux, comme le film pour la jeunesse soviétique Le Voyage Cosmique de 1936 (dont Constantin Tsiolkovski fut le conseiller scientifique) ou le célèbre Frau in Mond de Fritz Lang, avec les conseils éclairés du pionnier de l'astronautique Herman Oberth qui lui sont contemporains.
Par ailleurs, le titre français est trompeur, puisque l'action est supposée se passer en 1980. La séquence d'ouverture du film montre l'évolution vertigineuse du progrès entre 1880 et 1930, à travers le prisme de la 5e Avenue de New York qui passe de l'époque calme et courtoise des voitures à chevaux à la frénésie motorisée anarchique de 1930, où un passant imprudent se fait proprement écraser par une auto lancée à toute allure. 
Le postulat du film, contenu dans le titre américain (Just imagine, littéralement Imaginez un peu), est que, cinquante ans plus tard (en 1980 donc), le progrès aura encore accéléré et que la vie et les mœurs du New York des années 1980 n'auront plus rien à voir avec ceux de 1930.
En fait, c'est avant tout un film de divertissement comique (avec des numéros de comédie musicale) cherchant à capitaliser sur la popularité de l'acteur El Brendel, un comédien bien oublié de nos jours mais qui faisait fureur à l'époque, avec des sketches où il incarnait un (et un seul) personnage de gentil benêt plein de bonne volonté, fraîchement immigré de sa Suède natale.
S'agissant d'un film dit "pré-code" (c'est-à-dire sorti avant l'entrée en vigueur du puritain code de censure de Hollywood), il ne manque pas de beautés plus qu'à demi dénudées (la Reine de Mars et sa cour) et ne s'interdit ni les plaisanteries grivoises ni les scènes de joyeuse beuverie qui font la nique à la prohibition des années 1930.

## Synopsis
El Brendel, décédé accidentellement et congelé en 1930, est ramené à la vie par des biologistes en l'an 1980. Dans cette époque future, les noms et prénoms sont remplacés par des codes alphanumériques : Il est donc rebaptisé "Single 0" (zéro tout court) et va de surprises en surprises en découvrant le monde futuriste de 1980 : les immeubles de New York ont été remplacés par blocs titanesques de 250 étages qui dépassent tout ce qui a pu être imaginé par un Sant' Elia ou un Le Corbusier (la très sophistiquée maquette du New York style Art-Déco futuriste coûta une somme astronomique, mais permit ironiquement de combler le déficit du film - qui fut un flop commercial caractérisé - car elle fut ensuite louée au prix fort pour tourner à la chaîne des feuilletons cinématographiques tirés des B.D. Guy l'Éclair et Buck Rogers). 
Dans ce monde du futur, les automobiles, fléau des années 1930, ont presque disparu, reléguées dans les coins obscurs de la cité et ont été remplacées par des hybrides d'avions et d'hélicoptères capables de vol stationnaire (dits Hovercars ou VTOL) à la façon d'engins comme le Vanguard Omniplane développé dans les années 1950 qui s'avéra être une voie de garage du progrès aéronautique.
En apprenant que les constructeurs de ces véhicules du futur portent des noms de marque comme Goldenberg ou Finklestein, Single 0 ne peut s'empêcher de dire qu' "on dirait que quelqu'un là-haut a donné à Henry Ford le sort qu'il méritait", une fine plaisanterie d'une ironie mordante, visant l'antisémitisme décomplexé (et bruyamment trompetté) du grand "Tycoon" de l'automobile américaine alors au faîte de sa puissance.
Tout n'est pas cependant pour le mieux dans ce "meilleur des mondes"-là : l'ancestrale tragédie (ou le stéréotype théâtral) de l'amour contrarié existe toujours, car c'est un tribunal gouvernemental qui avalise les demandes en mariage et si une femme est demandée en mariage par plusieurs hommes c'est le plus "méritant" qu'elle doit épouser, éventuellement contre son gré.
Malheureusement, dans cette Amérique du futur, le "mérite" se mesure en dollars sonnants et trébuchants, au grand dam de LN-18 (la toute jeune Maureen O'Sullivan dont c'est le premier rôle significatif). Son fiancé de cœur, J-21 (John Garrick), pilote de vaisseau spatial pas vraiment cousu d'or, a été débouté au profit du très riche et vaniteux MT-3 (Kenneth Thomson), une situation qui relève d'un cliché de mélodrame vieux comme le théâtre.
On découvre incidemment que si, dans ce monde futur, l'enfantement est (comme dans le nôtre) la conséquence logique du mariage, la grossesse a disparu : les couples achètent leur bébé (on peut choisir le sexe) dans un distributeur automatique exactement comme les pilules qui servent de nourritures et de boissons (alcoolisées ou non).
Le collègue et meilleur camarade de J-21, le pilote RT-42 fiancé à la très pétillante D-6 (Marjorie White, une actrice disparue prématurément en 1935 dans un accident d'auto dont la pétulance et la gouaille n'ont rien à envier à celles d'Arletty) s'efforce alors de le réconforter, en lui proposant de candidater ensemble pour une entreprise aussi dangereuse que hardie : piloter un tout nouveau vaisseau spatial destiné à une expédition pionnière sur la planète Mars.
Les risques sont grands, mais la gloire est assurée en cas de succès, ce qui permettrait à J-21 de renverser le verdict devant une cour d'appel et d'épouser la femme de sa vie.
Single 0, J-21 et RT-42 ont sympathisé au cours d'une soirée abondamment arrosée de cocktails alcoolisés (en pilules) en compagnie de LN-18 et de D-6, interrompue par le retour inopiné du spectacle de MT3, le cocu de ce vaudeville, dont LN-18 s'était débarrassée, prétextant une migraine.
Sélectionnés pour le grand vol spatial vers Mars, J-21 et son camarade RT-42 donnent une soirée d'adieu (bien arrosée et ponctuée de numéros musicaux) à bord d'un vaisseau aérien (il s'agit d'un dirigeable luxueux façon zeppelin transatlantique plutôt que d'un avion) puis prennent les commandes du vaisseau spatial à bord duquel Single 0 (fin saoul) a embarqué comme passager clandestin, à la façon d'Arthur Schreiber. 
Après un vol spatial (presque) sans histoires, le vaisseau se pose sur une planète Mars tout droit sortie d'une opérette un brin improbable. Les naturel(le)s du lieu vivent demi-nus dans une ambiance d'île tropicale insouciante et apparemment heureuse sous un climat des plus cléments, avec de l'eau, de l'air respirable et des forêts luxuriantes. Toutefois, ces apparents primitifs disposent d'un télescope électrique perfectionné qui leur permet d'espionner la terre dans ses moindres détails avec une résolution optique dont même les télescopes du début du XXIe siècle sont bien incapables. 
La planète Mars est dirigée par la bienveillante reine Loo-Loo (la danseuse et actrice Joyzelle Joyner vêtue d'un ahurissant et très transparent costume de scène en plaquettes de mica) et l'ordre est assuré par le roi Loko, brave garçon au physique de lutteur de foire (l'acteur Ivan Linow, qui fut catcheur professionnel avant sa carrière artistique). 
En apparence, Mars, sorte de Tahiti de l'espace, est peuplée de bons sauvages à la Rousseau et vit dans une insouciante bonhomie, mais il y a un revers à cette médaille. Chaque "bon Martien" a un jumeau méchant, Loo-Loo et Loko n'échappent pas à cette règle et leurs doubles négatifs (absolument indiscernables et joués par les mêmes acteurs) nommés respectivement Boo-Boo et Boko. 
Ce dualisme à la Dr Jekyll et M. Hyde a des conséquences étranges : périodiquement, des épisodes de folie belliqueuse font irruption dans ce paradis spatial où chacun se met allègrement à cogner sur son jumeau ou à se crêper le chignon avec sa jumelle, dans une ambiance de pandémonium incontrôlable. 
L'alternance à la demi-seconde près des "bons" et des "mauvais" Martiens déconcerte les explorateurs terriens, et est une inépuisable source de gags et de retournements de situation. 
Loko fait des démonstrations d'amitié virile très suggestives à Single 0 qui lui inspirent cette réplique un brin homophobe : "Hé, les gars, la reine de Mars, ce n'est pas elle (Loo-loo), mais...lui !". 
Après avoir assisté à un opéra martien (joué par des orangs-outans dressés), les héros réussissent à filer à l'anglaise en emmenant à bord Boko, proprement assommé, comme preuve de leur périple. Leur retour est suivi au télescope par l'astronome B-36 (le jeune Mischa Auer connu en France pour son rôle de Méphistophélès de studio totalement déjanté dans le film Helzapoppin, sorti en 1941, qui ne l'est pas moins). Leur arrivée triomphale sur terre permettra le "happy end" final et Single 0 aura l'occasion de retrouver son fils (dont l'apparence physique serait évidemment plutôt celle de son grand-père).

## Commentaire
Même s'il fut un four dans les cinémas américains de l'époque, en raison d'un déclin de popularité des comédies musicales (la réception par la critique avait été relativement bonne cependant), ce film coûteux à produire rentra dans ses frais grâce au recyclage des somptueux décors (mégalopole de New York, vaisseau spatial, etc), des pistolets à rayons et costumes dans des feuilletons cinématographiques des studios  Universal (Guy l’Éclair et Buck Rogers). Pour les amateurs actuels de rétro-futurisme, ce film est aujourd'hui un incontournable.

## Fiche technique
- Titre original : Just Imagine
- Titre français : L'Amour en l'an 2000
- Réalisation : David Butler
- Scénario : Buddy G. DeSylva, Lew Brown, Ray Henderson et David Butler
- Producteur : Buddy G. DeSylva
- Société de distribution : Fox Film Corporation
- Photographie : Ernest Palmer
- Décors : Ralph Hammeras
- Montage : Irene Morra
- Musique : Hugo Friedhofer et Arthur Kay
- Pays de production : États-Unis
- Format : noir et blanc - 1.20:1 - son : Mono (Western Electric System)
- Genre : Comédie musicale, Fantastique, science-fiction
- Durée : 109 min
- Dates de sortie :	
  - États-Unis : 23 novembre 1930
  - France : 6 novembre 1931

## Distribution
- El Brendel : Single O
- Maureen O'Sullivan : LN-18
- John Garrick : J-21
- Marjorie White : D-6
- Frank Albertson : RT-42
- Hobart Bosworth : Z-4
- Kenneth Thomson : MT-3
- Mischa Auer : B-36
- Ivan Linow : Loko / Boko
- Joyzelle Joyner : Loo Loo / Boo Boo
- Wilfred Lucas : X-10
- Sidney De Gray : AK-44
- Heinie Conklin : L'homme ivre des années 1880
- J.M. Kerrigan : Agent de la circulation en 1980
- Vera Lewis  : Preneur de recensement de 1980
- Mary Carr : La petite vieille dame
- George Irving : Chef du tribunal du mariage
- Joseph W. Girard  : Commandant
- Charles Alexandra : Homme de chœur
- Kenneth Allen : Homme de chœur
- Nathan Barragar : Homme de chœur
- Jack Barrett : Homme de chœur
- William Brandt : Homme de chœur
- Enrico Cuccinelli : Homme de chœur
- Peggy Beck : Femme de mode
- Lorraine Bond : Femme de mode
- Kathryn Brown : Femme de mode
- Raymonda Brown : Femme de mode
- Edna Callahan : Femme de mode
- Mary Carlton : Femme de mode
- Peggy Cunningham : Femme de mode
- Janet De Vine : Femme de mode
- Theo De Voe : Femme de mode
- Jane Dunlap : Femme de mode
- Gloria Faythe : Femme de mode